# Andreas Krieger
Andreas Krieger, geboren als Heidi Krieger, (Berlijn, 20 juli 1966) is een voormalige Duitse kogelstoter, die als vrouw in het Oost-Duitse atletiekteam in 1986 Europees Kampioen werd in dat onderdeel. 
Zoals zoveel atleten in die tijd (naar schatting tienduizend), gebruikte de atlete anabole steroïden, naar eigen zeggen zonder medeweten. Door het jarenlange gebruik veranderde zijn lichaam en ontstonden er fysieke en emotionele problemen. In 1997 onderging hij een geslachtsveranderende operatie en ging zich vanaf toen Andreas noemen.
In 2000 getuigde Krieger in het proces tegen Manfred Ewald, van 1973 tot 1990 hoofd van het Oost-Duitse Olympisch Comité, en Manfred Hoeppner, medisch directeur. De twee werden toen veroordeeld. Krieger vertelde tijdens het proces dat de drugs het proces van zijn transseksualiteit naar aller waarschijnlijkheid versneld had. Hij stelt dat zijn eigen ontwikkeling en genderidentificatie hem door het systematische en onvrijwillige dopinggebruik ontnomen zijn. Tegen CNN verklaarde Krieger dat zijn coaches indertijd vertelden dat hij vitaminepillen slikte. Het waren echter Oral-Turinabol anabole steroïden.
De gouden medaille die hij op het EK 1986 in Stuttgart won (de winnende afstand was 21,10 m) heeft hij later teruggegeven. Andreas Krieger is nu getrouwd en is een zelfstandig ondernemer.
In Duitsland is een Heidi-Krieger-Medaille ingesteld, die ieder jaar door de vereniging Doping-Opfer-Hilfe wordt uitgereikt aan Duitsers die strijden tegen doping.

## Titels
- Europees kampioene kogelstoten - 1986
- Oost-Duits indoorkampioene kogelstoten - 1986
- Europees jeugdkampioene kogelstoten - 1983
- Europees jeugdkampioene discuswerpen - 1983

## Palmares

### kogelstoten
- 1983:  EK U20 - 18,06 m
- 1984:  EK indoor - 20,18 m
- 1986:  EK - 21,10 m
- 1986:  EK indoor - 20,21 m
- 1987:  EK indoor - 20,02 m

### discuswerpen
- 1983:  EK U20 - 60,14 m